# Battaglia di Roliça
La battaglia di Roliça (17 agosto 1808) venne combattuta fra un esercito anglo-portoghese, guidato da Sir Arthur Wellesley, e un esercito francese, numericamente inferiore, comandato da Henri-François Delaborde, nei pressi del villaggio di Roliça in Portogallo. I francesi, sconfitti, si ritirarono in ordine. Fu la prima battaglia combattuta dall'esercito britannico nel corso della guerra d'indipendenza spagnola.

## Contesto storico
Nei mesi che seguirono l'invasione del Portogallo, Napoleone si dedicò alla conquista della Spagna. Incontrò molta resistenza, ma era disorganizzata anche quando si rivelò efficace. Alla fine di luglio gli spagnoli si erano scontrati con i francesi una dozzina di volte, vincendo, o comunque non perdendo, in sette occasioni. La vittoria più spettacolare fu quella nella Spagna meridionale del 23 luglio 1808, quando il generale Francisco Javier Castaños circondò ed obbligò i 18000 francesi di Pierre Dupont de l'Étang ad arrendersi nella battaglia di Bailén. Il 30 luglio 1808 il generale francese Louis Henri Loison massacrò la popolazione, uomini, donne e bambini, di Évora. Questi eventi influenzarono i successivi rapporti con le truppe britanniche.
Lo stesso giorno Wellesley ricevette una lettera da Castlereagh, il Segretario alla Guerra. Informava Wellesley del fatto che il generale Jean-Andoche Junot aveva a disposizione oltre 25000 uomini. Castlereagh trasmise i suoi piani per aumentare l'esercito britannico in Portogallo di altre 15000 unità. Il generale John Moore sarebbe giunto con un esercito dalla Svezia ed altri uomini sarebbero stati spediti da Gibilterra. Il comando di questa enorme forza sarebbe passato a Sir Hew Dalrymple (governatore di Gibilterra, generale sessantenne che aveva partecipato solo ad una fallimentare campagna nelle Fiandre nel 1793–1794). Dalrymple avrebbe avuto come secondo Sir Harry Burrard, e tutti e cinque i generali erano più anziani di Wellesley (Dalrymple, Burrard, Moore, Hope, Fraser e Lord Paget). L'ambizioso generale Wellesley sperava di combinare qualcosa nel poco tempo che gli restava al comando dell'esercito in Portogallo.
Il 30 luglio 1808 Wellesley giunse col convoglio dell'ammiraglio Cotton presso la baia di Mondego. Wellesley scelse questo posto per lo sbarco dato che gli studenti dell'università di Coimbra avevano bloccato la fortezza rendendolo il posto più sicuro fino a Lisbona. Lo sbarco dei 9000 uomini di Wellesley, dei rifornimenti e dei 5000 uomini incontrati al largo del Portogallo durò dall'1 all'8 agosto. Alcune delle scialuppe usate per lo sbarco si capovolsero causando i primi morti britannici in Spagna.
L'esercito si mise in marcia il 10 sul terreno caldo e sabbioso, per una marcia da 18 chilometri che li portò a Leiria. Wellesley giunse l'11 ed iniziò subito a discutere con il generale Freire, comandante dei 6000 soldati portoghesi, i rifornimenti e la rotta migliore per raggiungere Lisbona. Il risultato fu la rotta preferita di Wellesley, vicino al mare ed ai rifornimenti, con 1700 portoghesi del colonnello Trant, ufficiale britannico al servizio dell'esercito portoghese.
L'esercito iniziò la marcia su Lisbona inseguendo un gruppo di francesi. I francesi erano comandati dal generale Henri-François Delaborde. Queste truppe erano state mandate da Junot a tenere impegnati i britannici mentre portava in posizione il grosso dell'esercito ad opporsi agli anglo-portoghesi.
Il 14 agosto i britannici superarono Alcobaça e si diressero a Óbidos. Qui l'avanguardia britannica, composta soprattutto dal 95º fucilieri, trovò picchetti e retroguardia dei francesi. I 4000 francesi erano in inferiorità numerica in una proporzione di 4 a 1.

## Campo di battaglia
Il villaggio di Roliça si trova al centro di colline a forma di ferro di cavallo, largo circa un chilometro e mezzo e lungo tre. Il lato aperto è a nord-nordest e guarda verso Óbidos, dove il 95º fucilieri aveva incontrato i francesi il giorno prima. Le colline attorno a Óbidos e Roliça erano molto boscose.
I francesi iniziarono la giornata a nord di Roliça, nascosti dietro le colline in modo da bloccare e proteggere le strade dirette a sud verso Lisbona. Sulla collina posta a circa un chilometro e mezzo a sud del villaggio, dove i francesi ripiegarono la prima volta, si trovavano quattro gole che portavano alla postazione francese. I terreni sottostanti erano erbosi, ma i massi e le pendenze impervie rendevano impossibile un attacco in formazione. Nelle prime fasi della battaglia Delaborde portò le sue truppe in cima alla collina.

## Eserciti
Gli anglo-portoghesi erano divisi in sei brigate guidate dai generali Hill, Ferguson, Nightingale, Bowes, Craufurd e Fane, con i portoghesi sotto Trant. Il colonnello Trant con i portoghesi e 50 unità di cavalleria formò l'ala destra ed aggirò la sinistra francese. I generali Ferguson e Bowes, con tre compagnie di fucilieri e una parte dell'artiglieria leggera, dovevano costringere i francesi a spostarsi a destra e tenere la posizione contro l'eventuale intervento del generale francese Loisson. I generali Hill, Nightingale, Craufurd e Fane, con i restanti portoghesi e il resto di cannoni e cavalleria, si posero al centro.
I francesi guidati da Delaborde contavano cinque battaglioni, compreso uno di svizzeri, e cinque cannoni.

## Battaglia
Wellesley giunse ad Óbidos il 16 agosto e si diresse verso Roliça il giorno seguente. All'inizio della battaglia Delaborde occupò una posizione a nord-nordovest del villaggio di Roliça. Wellesley cercò di disporre i propri uomini in due gruppi, spostandoli ad ogni fianco dei francesi. Questo fu possibile grazie al fatto che l'esercito anglo-portoghese era composto da molti più uomini, con un rapporto di circa 3 a 1.
Wellesley mandò il colonnello Trant ad ovest ed un corposo gruppo con i generali Ferguson e Bowes e sei cannoni ad est, mentre distraeva i francesi, tenendoli occupati al centro; ripeté l'operazione per due volte, a partire dalle 9:00 del mattino, ma gli esperti francesi retrocedettero ogni volta. A questo punto la posizione francese era a sud e ad est del villaggio, sopra la collina.
Il colonnello Lake, del 29º reggimento di fanteria, posto al centro, commise l'errore di attraversare una gola per raggiungere una postazione francese, trovandosi dietro a Delaborde, il che costò a lui ed a molti uomini del 29° la vita. Questo portò ad un assalto britannico. La lotta fu dura, con Delaborde che sperava nell'arrivo di Loison e respinse tre assalti verso le 16:00. In questo momento Wellesley raggiunse la cima della collina, mentre Ferguson scalò quella ad est.
Il generale Delaborde iniziò la ritirata in ordine con l'aiuto della cavalleria finché l'esercito non abbandonò la disciplina fuggendo di corsa. Senza la cavalleria britannica a perseguire l'inseguimento, la ritirata francese si concluse con successo a Montachique, nei pressi di Torres Vedras.

## Conseguenze
Gli anglo-portoghesi contarono 487 caduti nelle loro file, più della metà dei quali appartenevano al 29°; i francesi persero 700 uomini e tre dei loro cinque cannoni, mentre lo stesso generale Delaborde rimase ferito. Il giorno seguente Wellesley scoprì che i 4000 soldati supplementari erano giunti dall'Inghilterra ed erano sbarcati. Fece marciare i propri uomini verso le navi, anziché inseguire Delaborde.